# Säule von Kingsmountain
Die verzierte Säule von Kingsmountain (auch King’s Mountain; irisch Sliabh an Rí) steht an einem schmalen Pfad in einem Feld etwa 4,0 km entfernt von den östlichen Cairns von Loughcrew (irisch Loch Craobh), östlich von Oldcastle im äußersten Norden des County Meath in Irland.
Der mit vier kompletten Spiralen (die größte hat 40 cm Durchmesser) verzierte Stein ist 2,5 Meter hoch und soll ein Deckstein einer abgetragenen Megalithanlage sein, die vor etwa 5500 Jahren errichtet wurde und bis ins 19. Jahrhundert auf dem Gelände stand.  An seiner heutigen Stelle stand bis vor ein paar Jahren ein Hügelgrab mit einer Kammer aus kleineren Steinplatten, das mit Knochen gefüllt war, die alle verschwunden sind. Obwohl sie bereits 1828 von einer Miss Beaufort erwähnt wurden, wurden die Passage Tombs von Loughcrew erst 1864 von Conwell formell beschrieben und 1872 in der Royal Irish Academy als „The Tombs of Ollamh Fodhla“' präsentiert. Ein Cairn ist in der Nähe dieses Ortes auf einer Landkarte von 1798 markiert. Als Conwell den Königsberg besuchte, war es zu spät, um die Natur des Denkmals festzuhalten. Fünf Kilometer entfernt befindet sich der Loughcrew-Komplex, eines der größten Passage Tomb-Felder Irlands mit vielen dekorierten Kammern.